# Molho de tomate

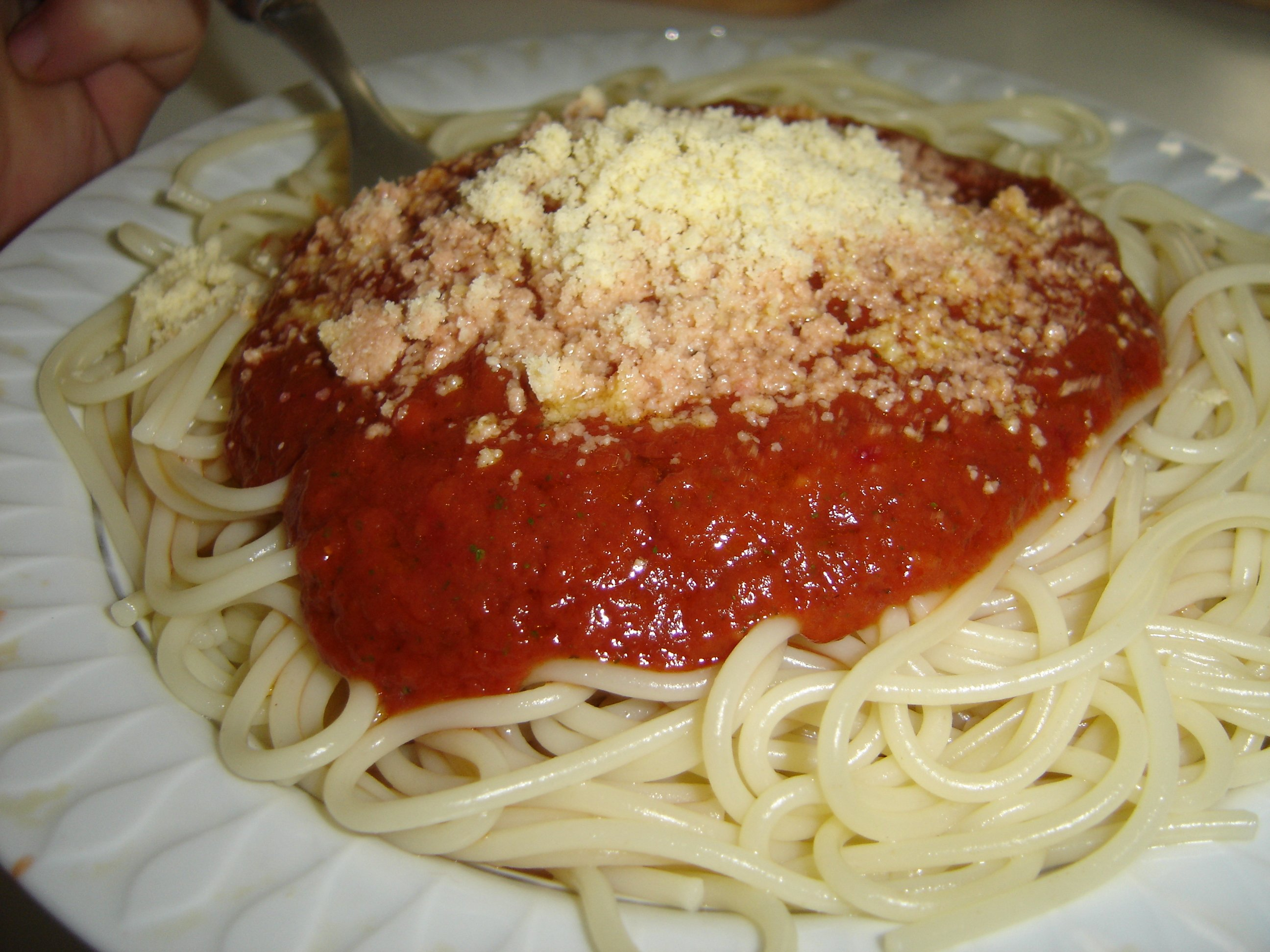
Espaguetes servidos com molho de tomate e queijo ralado.

Um molho de tomate é uma ampla gama de molhos feitos primariamente com tomates, normalmente servidos como parte do prato e não como um condimento à parte. O molho de tomate é quase sempre associado a pratos que contêm massa, como macarrão, lasanha etc.
O uso de molho de tomate junto de massas aparece pela primeira vez no livro de receitas italiano L'Apicio moderno, pelo chefe romano Francesco Leonardi, editado em 1790.